# Strobilanthes breviceps
Strobilanthes breviceps är en akantusväxtart som beskrevs av Raymond Benoist. Strobilanthes breviceps ingår i släktet Strobilanthes och familjen akantusväxter. Inga underarter finns listade i Catalogue of Life.